# Tondo Doni
La Sainte Famille à la tribune (ou Tondo Doni) est une peinture de Michel-Ange se trouvant actuellement à la galerie des Offices à Florence. Cette peinture, à la fois en tempera et à l'huile, a été réalisée en 1506 ou 1507.

## Histoire
Ce tableau circulaire, un tondo, est parfois appelé « La Sainte Famille à la tribune ». Il fut commandé en tant qu'œuvre de dévotion privée par Agnolo Doni, un riche tisserand florentin, à l'occasion de son mariage avec Maddalena. Michel-Ange s'est inspiré, pour la pose du nu derrière saint Joseph, du groupe du Laocoon découvert à Rome peu avant. 

## Description
Sur cette peinture de 120 cm de diamètre, le groupe au centre est formé de Joseph tendant l'enfant Jésus à Marie, c'est donc une Vierge à l'Enfant et une Sainte Famille. Les personnages forment d'ailleurs une composition pyramidale qui s'inscrit dans un cercle. Le cercle renvoie à l'idée de perfection et le triangle à la stabilité, à la Sainte Trinité. On peut apercevoir derrière le muret à leur gauche saint Jean-Baptiste enfant. Derrière eux, se trouvent de jeunes Ignudi, personnages nus. Les poses des nus situés à l'arrière plan relèvent d'imitation de sculptures classiques et ce groupe symbolise l'humanité païenne, soit le monde avant le Christ.

## Analyse
Ces beautés païennes permettent un mélange du païen et du religieux que l'on retrouve souvent dans l’œuvre de Michel-Ange, comme dans la chapelle Sixtine.
Tous ces personnes peuvent être considérés comme allégoriques : les personnages nus à l'arrière plan correspondent à l'époque précédant la loi de Moïse : le paganisme ; au premier plan, la Vierge et le Christ enfant représentent l'époque du Nouveau Testament ; saint Jean Baptiste symbolise l'étape intermédiaire depuis l'Ancien Testament.
La sainte Famille ressemble à un relief ; elle est d'une vive clarté et d'une grande justesse de dessin dans les poses difficiles en raccourci. Le coude et le genou droit de Marie indiquent l'extrémité frontale du bloc ; à l'arrière-plan figurent des nus juvéniles, non pas l'Ancienne Loi prophétique, mais l'Antiquité insouciante et son culte de la virilité, à laquelle le jeune Baptiste, intermédiaire entre les deux mondes, tourne le dos tout en allant vers l'autre niveau de l'existence qu'est la Nouvelle Loi. L'Enfant-Dieu, porté par une femme qui l'adore et protégé par un vieillard, soulevé en conquérant et en roi, proclame le message spirituel de la Nouvelle Loi, sa complète séparation de l'Ancienne, et le fossé entre amour sacré et amour profane.